# WBP4
WBP4 (англ. WW domain binding protein 4) – білок, який кодується однойменним геном, розташованим у людей на короткому плечі 13-ї хромосоми. Довжина поліпептидного ланцюга білка становить 376 амінокислот, а молекулярна маса — 42 507.
| 10         |  | 20         |  | 30         |  | 40         |  | 50         |
| ---------- |  | ---------- |  | ---------- |  | ---------- |  | ---------- |
| MADYWKSQPK |  | KFCDYCKCWI |  | ADNRPSVEFH |  | ERGKNHKENV |  | AKRISEIKQK |
| SLDKAKEEEK |  | ASKEFAAMEA |  | AALKAYQEDL |  | KRLGLESEIL |  | EPSITPVTST |
| IPPTSTSNQQ |  | KEKKEKKKRK |  | KDPSKGRWVE |  | GITSEGYHYY |  | YDLISGASQW |
| EKPEGFQGDL |  | KKTAVKTVWV |  | EGLSEDGFTY |  | YYNTETGESR |  | WEKPDDFIPH |
| TSDLPSSKVN |  | ENSLGTLDES |  | KSSDSHSDSD |  | GEQEAEEGGV |  | STETEKPKIK |
| FKEKNKNSDG |  | GSDPETQKEK |  | SIQKQNSLGS |  | NEEKSKTLKK |  | SNPYGEWQEI |
| KQEVESHEEV |  | DLELPSTENE |  | YVSTSEADGG |  | GEPKVVFKEK |  | TVTSLGVMAD |
| GVAPVFKKRR |  | TENGKSRNLR |  | QRGDDQ     |  |            |  |            |

A: Аланін

C: Цистеїн

D: Аспарагінова кислота

E: Глутамінова кислота

F: Фенілаланін

G: Гліцин

H: Гістидин

I: Ізолейцин

K: Лізин

L: Лейцин

M: Метіонін

N: Аспарагін

P: Пролін

Q: Глутамін

R: Аргінін

S: Серин

T: Треонін

V: Валін

W: Триптофан

Кодований геном білок за функцією належить до фосфопротеїнів. 
Задіяний у таких біологічних процесах, як процесинг мРНК, сплайсинг мРНК, альтернативний сплайсинг. 
Білок має сайт для зв'язування з іонами металів, іоном цинку. 
Локалізований у ядрі.